# 五叶黄精
五叶黄精（学名：Polygonatum acuminatifolium）为百合科黄精属的植物。分布在远东地区以及中国大陆的吉林、河北等地，生长于海拔1,100米至1,400米的地区，见于林下，目前尚未由人工引种栽培。